# Cicatrisestola humeralis
Cicatrisestola humeralis är en skalbaggsart som beskrevs av Martins och Maria Helena M. Galileo 1995. Cicatrisestola humeralis ingår i släktet Cicatrisestola och familjen långhorningar. Inga underarter finns listade i Catalogue of Life.